# 進徳館 (鯖江藩)
進徳館（しんとくかん）は、越前国鯖江藩の藩校。

## 歴史
江戸時代、鯖江藩では第5代藩主・間部詮熙の時代から、教育に力が注がれ始めた。天明6年（1786年）に藩主となった詮熙は、自らが好む武芸や学問を藩内に奨励。天明8年（1788年）に京都から儒者・芥川元澄（号は思堂）を招き、藩士らの教育を任せた。詮熙の長子にして第6代藩主・間部詮允もまた教育に尽力。文化10年（1813年）に稽古場（御稽古所、後の「惜陰堂」）を江戸藩邸（三田小山邸）に設けたのに続き、文化11年（1814年）には鯖江の中小路にも稽古場を設けた。その稽古場は天保13年（1842年）、詮熙の子にして第7代藩主・間部詮勝によって「進徳館」に改名された。

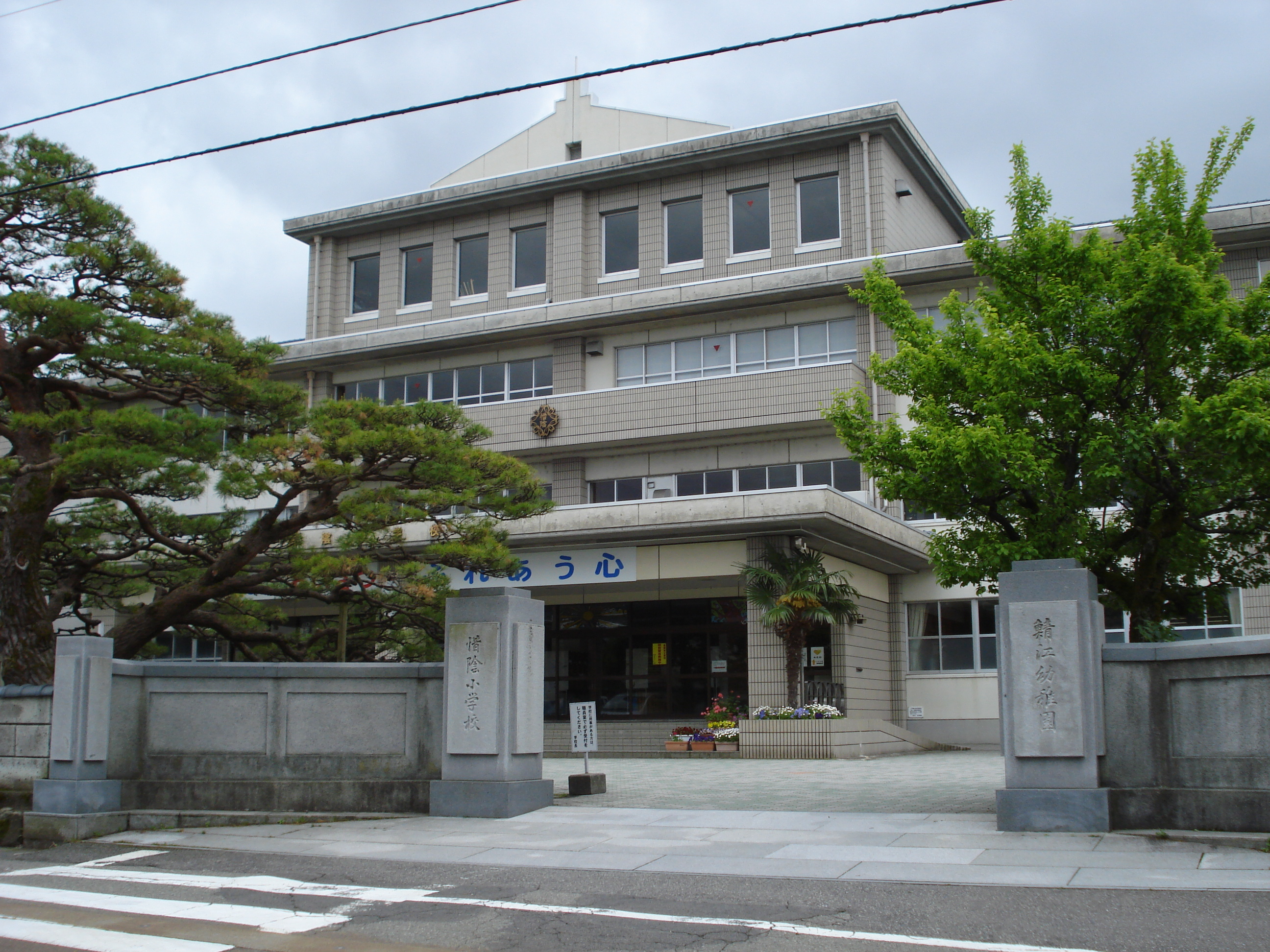
鯖江市惜陰小学校

明治5年（1872年）、学制の頒布に伴い進徳館に惜陰小学校が創設。同校は1900年（明治33年）になって現在の場所に移転したが、「進徳館」の名は惜陰小学校の教育研究室（1973年3月落成）の名として残っているほか、1988年（昭和63年）には惜陰小学校から分割される形で進徳小学校が設立されている。

## 主な出身者

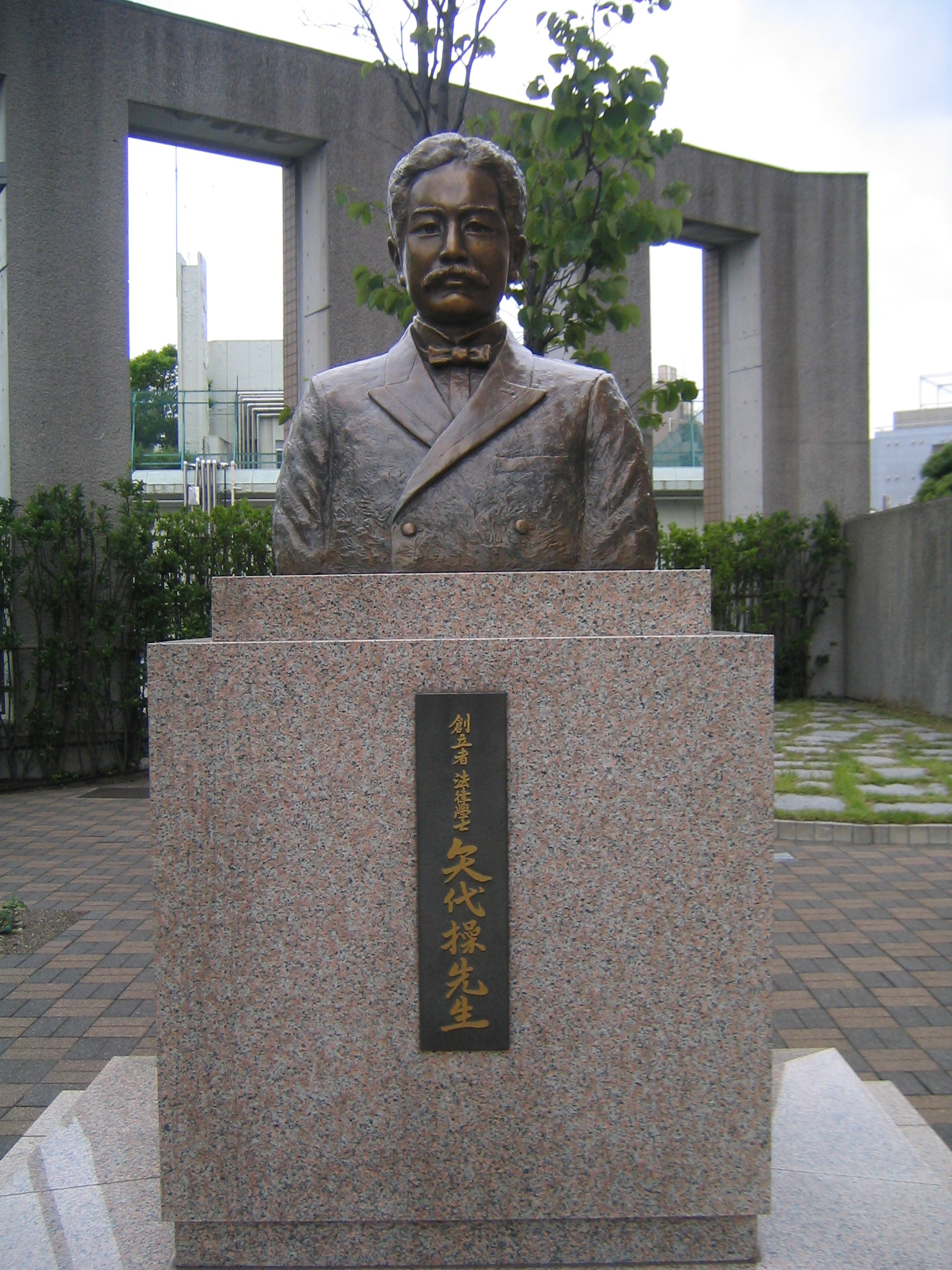
矢代操の胸像（明治大学駿河台キャンパス内）

- 矢代操 - 明治大学創設者[5]。

## 文化財
藩校進徳館蔵書
進徳館の蔵書であった和漢書。鯖江市は2008年（平成20年）3月7日付で市の文化財（歴史資料・典籍）に指定し、鯖江市資料館に保存している。